# Bythinella baudoni
Bythinella baudoni е вид коремоного от семейство Hydrobiidae. Видът не е застрашен от изчезване.

## Разпространение
Разпространен е в Андора, Испания и Франция.